# Ponitz
Ponitz ist eine Gemeinde im thüringischen Landkreis Altenburger Land und liegt an der Grenze zum Freistaat Sachsen. Bekannt ist der Ort vor allem durch das Renaissanceschloss, wie auch durch die Friedenskirche mit ihrer unverändert erhaltenen Orgel Gottfried Silbermanns.

## Geographie

### Geographische Lage
Ponitz befindet sich nördlich der Bundesautobahn 4 und der Stadt Crimmitschau am Übergang des Zeitzer-Schmöllner-Lösshügellandes in die Vorgebirgslagen zum Thüringer Schiefergebirge und zum Erzgebirge. Durch das Gemeindegebiet fließt in Richtung Norden die Pleiße. Große Ackerflächen, Weiden und wenig Bewaldung prägen das Landschaftsbild. Die nächsten Städte sind Meerane (2 km südöstlich), Gößnitz (2 km nördlich), Crimmitschau (3 km südlich) und Schmölln (4 km nordwestlich).

### Nachbargemeinden
Angrenzende Gemeinden sind die Stadt Gößnitz, Heyersdorf und die Stadt Schmölln im Landkreis Altenburger Land sowie die Städte Crimmitschau und Meerane im Landkreis Zwickau.

### Gemeindegliederung
Neben Ponitz (mit den Siedlungen Gosel und Schönhain) gehören zur Gemeinde die vier Ortsteile Grünberg seit 1973, Guteborn seit 1883 sowie Merlach und Zschöpel seit 1950.
Die einzelnen Ortsteile der Gemeinde Ponitz haben drei verschiedene Telefonvorwahlen. Ponitz und Guteborn haben die Vorwahl von Meerane (03764), die Ortsteile Merlach und Zschöpel die Vorwahl von Gößnitz (034493), während der Ortsteil Grünberg über die Vorwahl von Crimmitschau (03762) zu erreichen ist.

## Geschichte

### 13. bis 18. Jahrhundert
Der Ort ist vermutlich von slawischen Siedlern gegründet worden, was die alte Schreibweise Ponicz erklärt. Im Jahre 1254 wurde die Burg Ponitz als "Schloss" und sein Besitzer Fridericus de Ponicz erstmals urkundlich erwähnt, da er bei einer Schenkung als Zeuge genannt wird. 1349 ist in den Geschichtsbüchern von einer Kirche und einem Vorwerk die Rede. 1349/50 werden im Lehnbuch Friedrich des Strengen die böhmischen Herren von Schönburg-Pirsenstein, Friedrich XIII. (erstgenannt 1341, gest. um 1367) und Albrecht I. (erstgenannt 1349, gest. um 1353) als Besitzer der Burgen (genannt als Schlösser) Ponitz und Lichtenstein aufgeführt.
1524 verklagt der schönburgische Amtmann der Herrschaft Glauchau den Rittergutsbesitzer Heinrich von Ende auf Ponitz, weil letzterer eigenmächtig -also rechtswidrig- nachts eine erhängt aufgefundene Frau (Selbstmörderin?) hat abnehmen lassen. Zuständig waren aber das Amt Glauchau bzw. der dortige Amtmann gewesen.
1525 waren ebenso die Herren von Schönburg im Besitz der Herrschaft Ponitz, denn Ernst II. von Schönburg ließ hier den Küster Georg Droßdorf verhaften, in Glauchau inhaftieren und ihm später beide Ohren abschneiden. Er hatte anstelle des Pfarrers auf Deutsch gepredigt.
Das Rittergut Ponitz gehörte grundherrlich zur Herrschaft Glauchau der Herren von Schönburg:
laut einem Glauchauer Amtsbuch aus dem Jahre 1536 (Bl.22) fallen Ponitz, Mosel und Thurm unter die "Ritterlehen vnd Erbarmannschafft mit yrer folge vnd dynstenn in diese Herrschafft vnd Ampth Glaucha(u) gehorende".
Nach dem Kauf des Rittergutes 1568 durch Abraham von Thumbshirn wurde die mittelalterliche Wasserburg 1574 durch einen Renaissancebau ersetzt, der auch heute noch zu besichtigen ist. Der bedeutendste Besitzer des Ponitzer Schlosses war Wolfgang Conrad von Thumbshirn, der als Diplomat 1648 den Friedensvertrag zur Beendigung des Dreißigjährigen Krieges mitunterzeichnete und auch maßgeblich am Zustandekommen dieses Vertrages beteiligt war. Dies war auch der Anlass, im Jahr 1650 die so genannte Friedenslinde am Dreierhäuschen zu pflanzen. Seine Tochter Dorothea Felicitas von Thumbshirn vermählte sich 1675 mit Volkmar Dietrich von Zehmen. Dieser verkaufte die Rittergüter Weißbach und Nöbdenitz und bezog Ponitz, wo er 1713 starb und mit Monument liegt. 1728 fiel das Rittergut an die Töchter Dorothea Elisabeth von Schönberg und Christiane Sibylle von der Planitz, beide geb. von Zehmen. Zusammen stifteten sie 1734 zur Einweihung der neuen Dorfkirche zu Ponitz die Silbermannsche Orgel. Christiane Sibylle von Zehmen vermählte sich im Jahr 1700 auf Ponitz mit Carl August Edlen von der Planitz und hatte mit diesem 12 Kinder.
Ponitz gehörte zum wettinischen Amt Altenburg, welches ab dem 16. Jahrhundert aufgrund mehrerer Teilungen im Lauf seines Bestehens unter der Hoheit folgender Ernestinischer Herzogtümer stand: Herzogtum Sachsen (1554 bis 1572), Herzogtum Sachsen-Weimar (1572 bis 1603), Herzogtum Sachsen-Altenburg (1603 bis 1672), Herzogtum Sachsen-Gotha-Altenburg (1672 bis 1826).

### 19. Jahrhundert bis zur Gegenwart

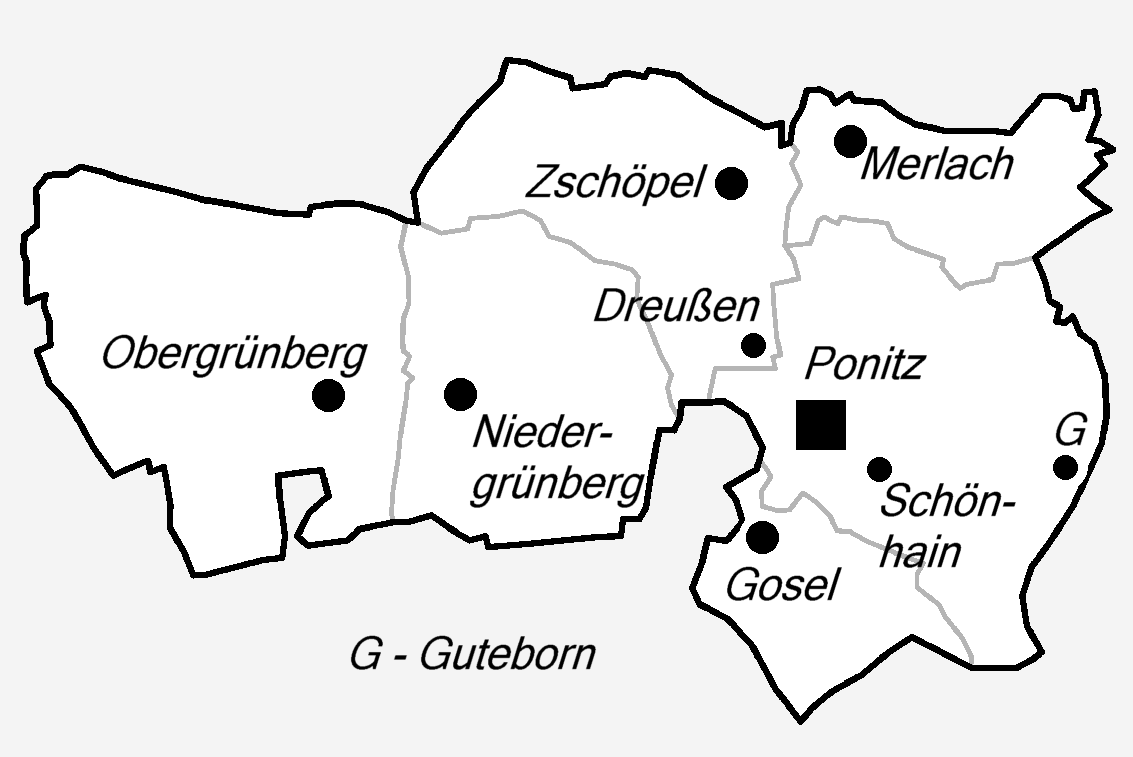
Gemeindegliederung

Bei der Neuordnung der Ernestinischen Herzogtümer im Jahr 1826 kam Ponitz wiederum zum Herzogtum Sachsen-Altenburg. Nach der Verwaltungsreform im Herzogtum gehörte der Ort bezüglich der Verwaltung zum Ostkreis (bis 1900) bzw. zum Landratsamt Ronneburg (ab 1900). Die Gemeinde gehörte ab 1918 zum Freistaat Sachsen-Altenburg, der 1920 im Land Thüringen aufging. 1922 kam sie zum Landkreis Altenburg. Ponitz besteht neben dem Hauptort aus den historischen Ortsteilen Schönhain und Gosel, die heute nahtlos in den Ort übergehen. Schönhain besaß eine Brauerei und befindet sich ungefähr an der heutigen Meeraner Straße, Gosel hingegen an der Crimmitschauer Straße. Der direkt an den historischen Ortsteil anschließende Ortsteil von Crimmitschau, der ebenfalls Gosel heißt, gehörte einst größtenteils genauso wie Ponitz selbst zum Herzogtum Sachsen-Altenburg. Durch den Gebietsaustausch zwischen Thüringen und Sachsen kamen im Jahr 1928 auch der zum Amtsbezirk Ponitz gehörende Anteil von Waldsachsen und ein Teil des ehemaligen Gosel an die Amtshauptmannschaft Glauchau beziehungsweise die Amtshauptmannschaft Werdau im Freistaat Sachsen.
Unter sowjetischer Besatzung wurde 1945 die letzte Besitzerfamilie des Ritterguts (200 ha) und des Schlosses, Familie Mälzer, entschädigungslos enteignet und vertrieben. Bei der zweiten Kreisreform in der DDR wurden 1952 die bestehenden Länder aufgelöst und die Landkreise neu zugeschnitten. Somit kam die Gemeinde Ponitz mit dem Kreis Schmölln an den Bezirk Leipzig. Mit der deutschen Wiedervereinigung kam Ponitz 1990 erneut zu Thüringen; vorab gab es eine Volksbefragung, in der sich die Einwohner mehrheitlich zu Thüringen bekannten. Mit dem Landkreis Schmölln kam die Gemeinde Ponitz bei der thüringischen Kreisreform 1994 zum Landkreis Altenburger Land. Nach 1990 sind als Bauprojekte hauptsächlich die Erschließung des Gewerbegebietes Guteborn, die Restaurierung von Schloss, Kirche, Gemeindeverwaltung, Schulgebäuden und Kindergarten sowie der Neubau des Feuerwehrhauses 2003 und der Ponitz-Arcaden 2012/2013 zu nennen.
Am 30. Juni 1994 schloss sich die Gemeinde der Verwaltungsgemeinschaft Oberes Pleißental an. Mit Auflösung dieser am 21. April 1995 wurde Gößnitz erfüllende Gemeinde sowohl für Ponitz als auch für Heyersdorf.

### Eingemeindungen
Am 1. Juli 1950 wurden die bis dahin eigenständige Gemeinden Merlach und Zschöpel eingegliedert. 1936 wurde Niedergrünberg mit Obergrünberg zur Gemeinde Grünberg vereinigt, die am 1. November 1973 nach Ponitz eingemeindet wurde.

### Einwohnerentwicklung
1580 wurden 145, 1816 276 und 1875 513 Einwohner gezählt. Nach der Eingliederung von Guteborn stieg die Einwohnerzahl 1900 auf 1341 und 1925 auf 1664. 1939 wurden 1638 Einwohner gezählt.
Entwicklung der Einwohnerzahl (Stand jeweils 31. Dezember):
| - 1994: 1.954 - 1995: 1.924 - 1996: 1.906 - 1997: 1.881 - 1998: 1.872 - 1999: 1.870 | - 2000: 1.890 - 2001: 1.878 - 2002: 1.864 - 2003: 1.836 - 2004: 1.823 - 2005: 1.825 | - 2006: 1.797 - 2007: 1.790 - 2008: 1.736 - 2009: 1.700 - 2010: 1.684 - 2011: 1.578 | - 2012: 1.563 - 2013: 1.554 - 2014: 1.526 - 2015: 1.499 - 2016: 1.501 - 2017: 1.514 | - 2018: 1.531 - 2019: 1.522 - 2020: 1.524 - 2021: 1.501 - 2022: 1.509 - 2023: 1.479 |

 Datenquelle: Thüringer Landesamt für Statistik

## Religion
26 % der Einwohner sind evangelisch, 3 % katholisch.
Die Evangelisch-Lutherische Kirchengemeinde Ponitz mit der Friedenskirche gehört zum Pfarramt Gößnitz im Kirchenkreis Altenburger Land der Evangelischen Kirche in Mitteldeutschland. Sie umfasst das gesamte Gemeindegebiet außer Grünberg; die Kirche in Grünberg gehört zur Evangelisch-Lutherischen Kirchgemeinde Grünberg-Heyersdorf im Kirchenbezirk Zwickau der Evangelisch-Lutherischen Landeskirche Sachsens.
Die Katholiken in Ponitz sind der Pfarrei Erscheinung des Herrn in Altenburg zugeordnet, deren nächste Filialkirche Mariä Unbefleckte Empfängnis in Schmölln ist. Ausnahme ist auch hier Grünberg, das zur Pfarrei St. Franziskus von Assisi in Crimmitschau gehört. Beide Pfarreien gehören zum Bistum Dresden-Meißen.

## Politik

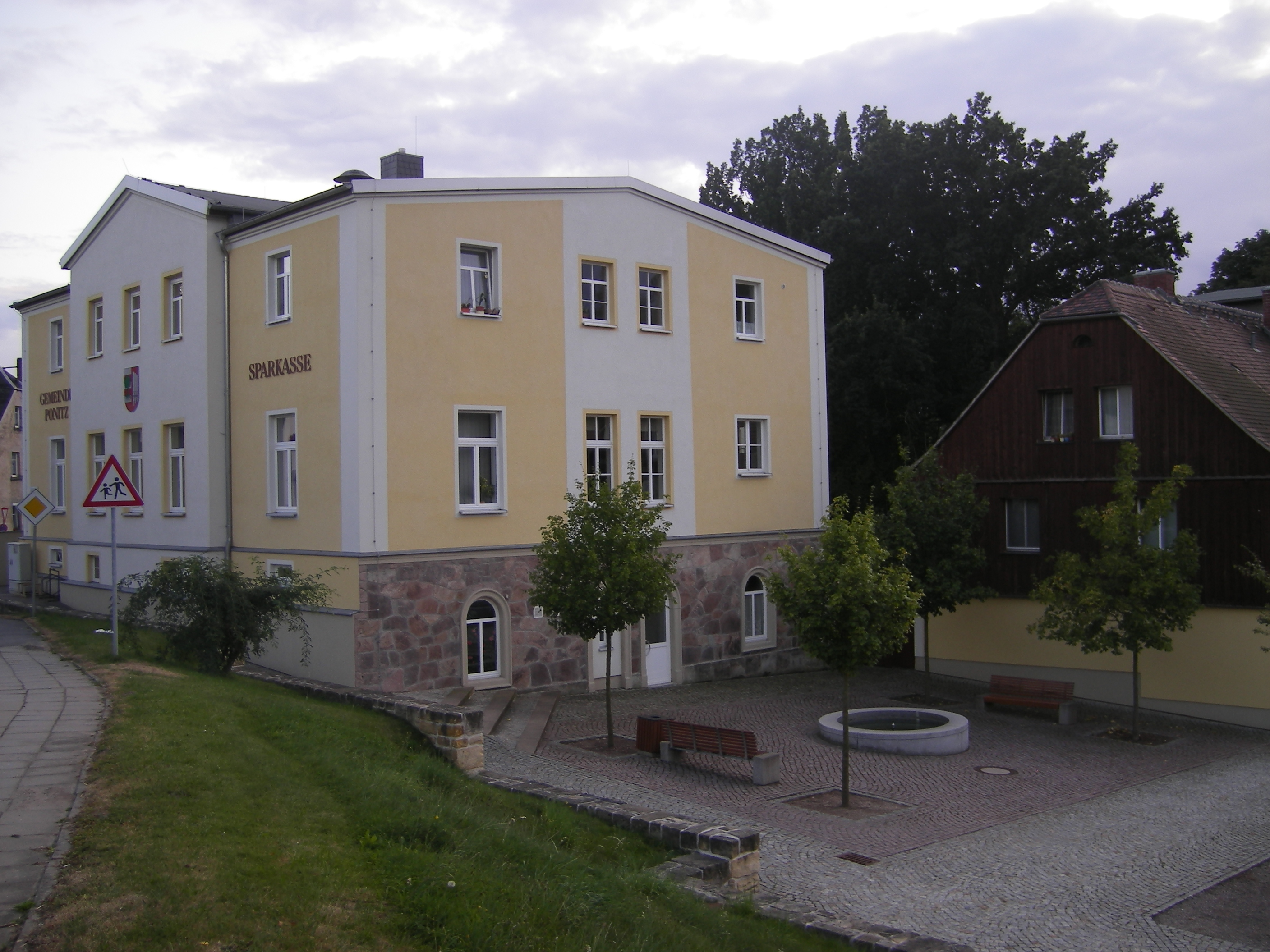
Die Gemeindeverwaltung in der Gößnitzer Straße

Die Gemeinde Ponitz wies am 31. Dezember 2010 eine Pro-Kopf-Verschuldung von 696 Euro auf. Im Haushaltsplan des Jahres 2011 war festgelegt, dass sie durch Kredittilgung auf 507 Euro reduziert werden sollte.

### Gemeinderat
In der Wahlperiode 2009 bis 2014 bestand der Gemeinderat aus sieben Mitgliedern der CDU (58,9 %), zwei Mitgliedern der Linken (13,6 %) und drei Mitgliedern der SPD (27,6 %). Die Wahlbeteiligung am 7. Juni 2009 lag bei 54,1 %.
Bei der Kommunalwahl vom 25. Mai 2014 ergab sich folgendes Ergebnis:
- CDU: 8 Sitze (66,9 %)
- SPD/GRÜNE: 3 Sitze (22,8 %)
- LINKE: 1 Sitz (10,2 %)

Die Wahlbeteiligung lag bei 61,7 %, wobei 0,8 % der Stimmen ungültig waren.
Seit der Kommunalwahl vom 26. Mai 2019 setzt sich der Gemeinderat wie folgt zusammen:
- CDU: 9 Sitze (71,5 %)
- SPD/GRÜNE: 2 Sitze (20,9 %)
- LINKE: 1 Sitz (7,7 %)

Die Wahlbeteiligung lag bei 67,7 %, wobei 2,0 % der Stimmen ungültig waren.
Bei der Kommunalwahl vom 26. Mai 2024 wurde folgende Zusammensetzung des Gemeinderats gewählt:
- CDU: 10 Sitze (Stimmenanteil 79,7 %)
- SPD/GRÜNE: 2 Sitze (Stimmenanteil 20,3 %)

Die Wahlbeteiligung lag bei 69,2 %.

### Bürgermeister
Von 1990 bis 1999 war der SPD-Politiker Roland Mehlig Bürgermeister der Gemeinde, bis 2012 war dies der parteilose, jedoch auf der CDU-Liste kandidierende Gerd Kühn. Bei der Kommunalwahl 2012 votierten im ersten Wahlgang bei zwei Mitbewerbern 60,9 % der gültig abstimmenden Wähler für den CDU-Politiker Marcel Greunke, die Wahlbeteiligung lag kreisweit am höchsten bei 68,8 %. Er wurde 2018 mit 96,9 % der gültigen Stimmen bei einer Wahlbeteiligung von 60,3 % ohne Gegenkandidaten im Amt bestätigt. Auch 2024 konnte er in der Wahl am 26. Mai mit 96,4 % der Stimmen bei einer Wahlbeteiligung von 69,2 % die Wahl für sich entscheiden.

### Wappen
Blasonierung: Gespalten; vorn fünfmal geteilt von Silber und Rot und belegt mit einer grünen bewurzelten Linde; hinten in Rot nebeneinander drei silberne, von rechts nach links sich verjüngende Orgelpfeifen.
Das Wappen von Ponitz zeigt die Friedenslinde zu Ehren des Friedensstifters Thumbshirn sowie drei Orgelpfeifen als Symbol für die von Gottfried Silbermann in der Dorfkirche (heute Friedenskirche) geschaffene Orgel.

## Kultur und Sehenswürdigkeiten

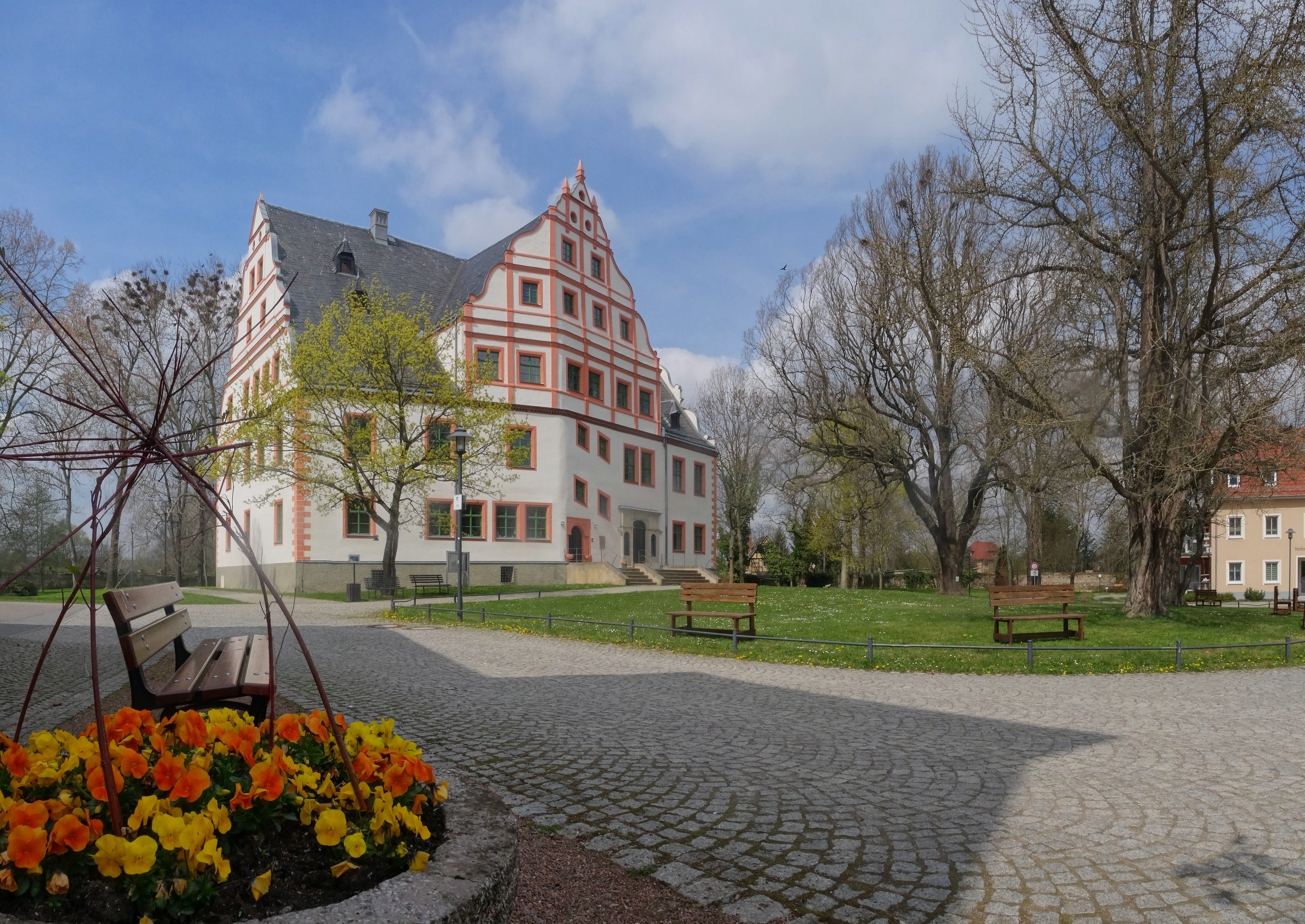
Schloß Ponitz

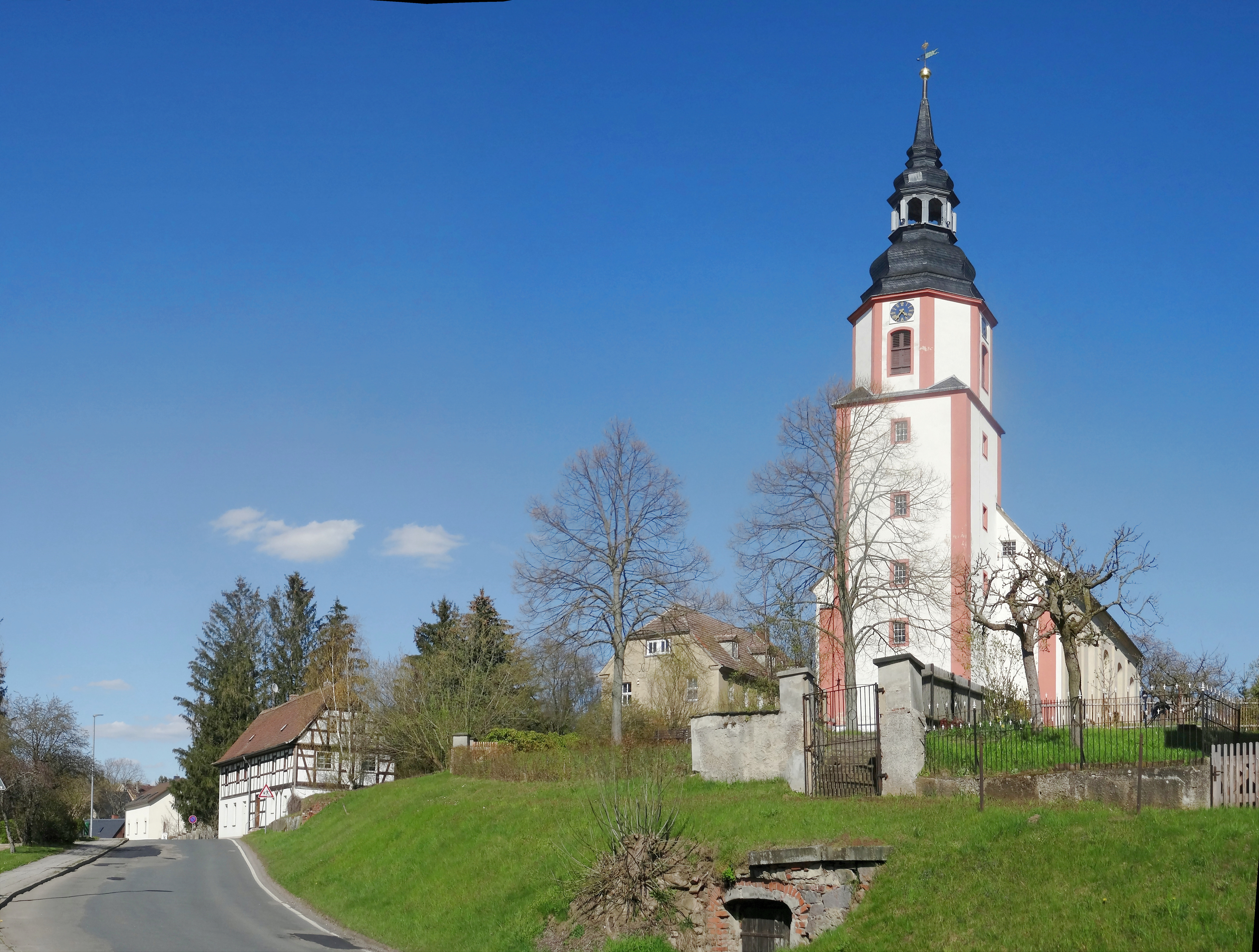
Friedenskirche Ponitz

- Ponitz ist insbesondere bekannt durch die zwischen 1734 und 1737 von Gottfried Silbermann als sein 40. Werk erbaute Orgel in der Friedenskirche.[19]
- Von Bedeutung ist besonders das in Renaissancestil gestaltete Schloss Ponitz.
- In der Liste der Kulturdenkmale in Ponitz sind alle denkmalgeschützten Bauwerke in der Gemeinde aufgeführt.

## Wirtschaft und Infrastruktur

### Verkehr

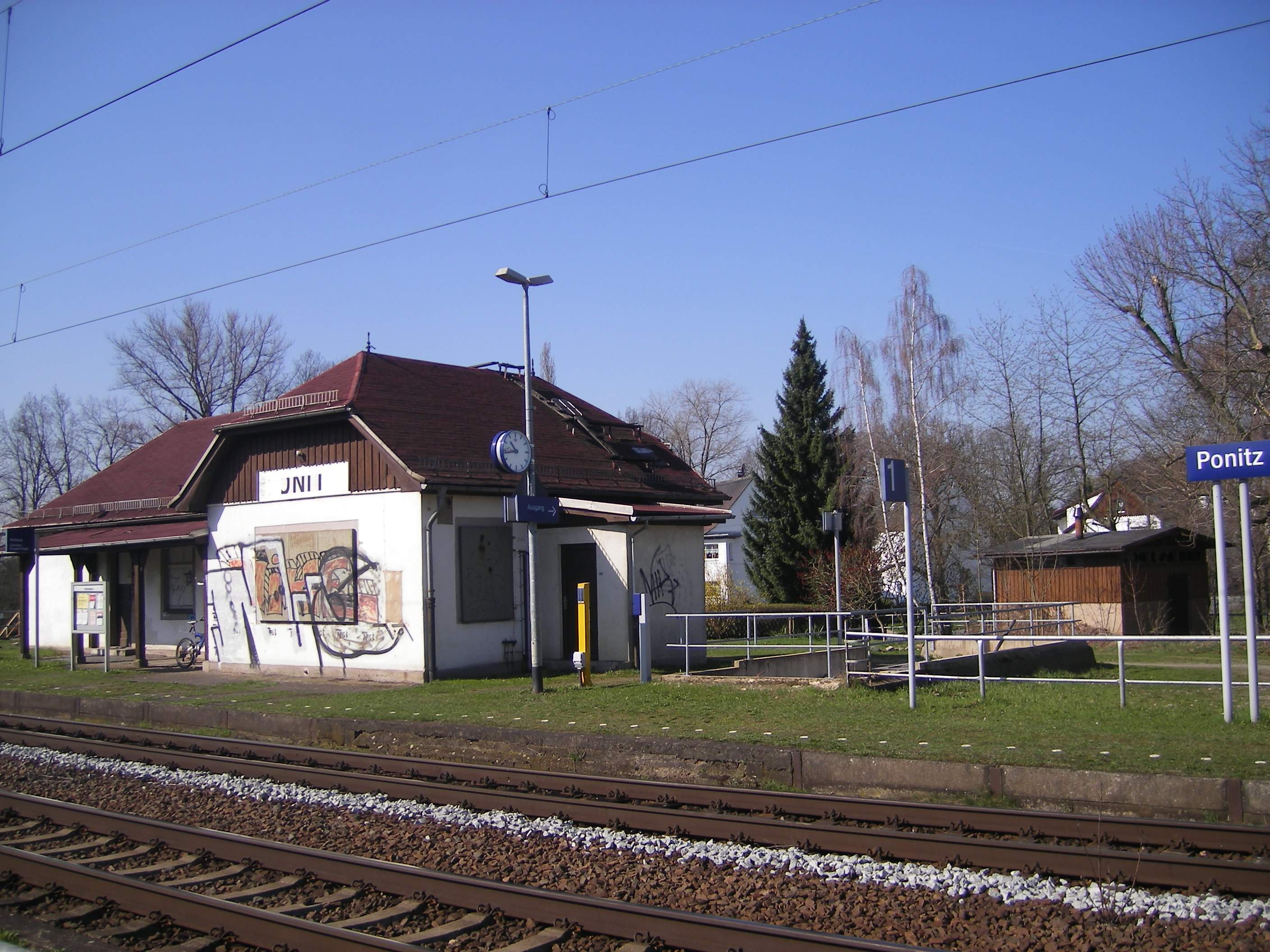
Haltepunkt Ponitz

Ponitz besitzt einen Haltepunkt an der Bahnstrecke Leipzig–Hof, der von der S-Bahn Mitteldeutschland bedient wird. Die Gemeinde liegt im Mitteldeutschen Verkehrsverbund und ist auch über die Buslinie 354 Thonhausen–Heyersdorf–Crimmitschau/Gößnitz–Schmölln erreichbar. Weiterhin ist der Ort über die 3 km entfernte Anschlussstelle Meerane der Autobahn 4 zu erreichen. Die Bundesstraße 93 verläuft durch das Gemeindegebiet und ist über die Anschlussstellen Guteborn und Merlach erreichbar.

### Wasserver- und Abwasserentsorgung
Die Aufgaben der Wasserver- und Abwasserentsorgung hat die Gemeinde dem Zweckverband Wasserver- und Abwasserentsorgung Altenburger Land übertragen.

### Ansässige Unternehmen
Wirtschaftlich dominant ist die Landwirtschaft, nennenswert dabei die Agrargenossenschaft Ponitz e. G. Ein weiteres großes Unternehmen ist das Netto-Logistikzentrum an der B 93 in Guteborn. Zahlreiche Dienstleistungsfirmen sind in der Gemeinde ansässig.

### Bildung
In Ponitz gibt es die Geschwister-Scholl-Grundschule sowie einen gemeindeeigenen Kindergarten.

## Söhne und Töchter des Ortes
- Wolfgang Conrad von Thumbshirn (1604–1667), sachsen-altenburgischer Kanzler und Mitunterzeichner des Westfälischen Friedens
- Johannes Hugo Helbig (* 1845; † im 20. Jahrhundert), Altphilologe, Gymnasiallehrer und Autor
- Karl Mehnert (1872–1961), Oberbürgermeister von Altenburg, Landtagsabgeordneter und Minister
- Eva von Bredow (1904–1979), Leichtathletin
- Gudrun Osterburg (* 1945), Politikerin (CDU) und Mitglied des Hessischen Landtags